# Arenigena brunnea
Arenigena brunnea är en tvåvingeart som först beskrevs av Krober 1914.  Arenigena brunnea ingår i släktet Arenigena och familjen stilettflugor.
Artens utbredningsområde är Arizona. Inga underarter finns listade.